# Sandrine Faust
Sandrine Faust (née en 1969 à Sept-Îles au Québec) est la directrice générale de l'organisme à but non lucratif « Allô prof ».

## Biographie
Originaire de la ville de Sept-Îles, Sandrine Faust arrive à Montréal au début des années 90. Elle a complété deux baccalauréats à l'Université du Québec à Montréal : l'un en administration des affaires (1993) qu'elle termine avec une mention d'excellence et l'autre en adaptation scolaire et sociale-orthopédagogie (1997). 
L'année suivante, elle enseigne en milieu scolaire au primaire et en maternelle. Elle quitte son poste après 2 ans et s'adonne à temps plein chez Allô prof . 

Organisme Allô prof.

D'abord « répondante téléphonique » de l'organisme Allô prof dès 1996, elle est rapidement promue au poste de coordonnatrice du Centre de Montréal. Deux ans plus tard, elle accepte le poste de directrice générale de l'organisme. Depuis lors, Allô prof est passé de simple organisme d'aide aux devoirs, à une véritable association provinciale financée en partenariat public-privé avec le Ministère de l'éducation du Québec et des entreprises.

## Mentions d'honneur
- 2007 - Prix Reconnaissance UQAM[2]
- 2007 - Mérites dans les technologies de l'information de l'Office québécois de la langue française[3]
- 2008 - Personnalité de la semaine La Presse-Radio-Canada[4],[5],[6].
- 2009 - Personnalité de l'année dans la catégorie Courage, humanisme et accomplissement personnel au Gala Excellence La Presse - Radio-Canada
- Chevalier de l'Ordre national du Québec